# Spielfilm
Ein Spielfilm ist ein Film mit einer fiktionalen Handlung, die unter Umständen realen Ereignissen bzw. Personen nachempfunden sein kann. Der Begriff wird unterschiedlich eng definiert:
- Inhaltlich: Abzugrenzen ist er gegenüber anderen Filmgattungen wie dem Dokumentarfilm, dem Werbefilm und Filmen, die für Zwecke der Reportage gedreht werden.

Des Weiteren werden folgende Einschränkungen verwendet:
- Technisch: Ursprünglich bezeichnete der Begriff eine von Schauspielern gespielte Handlung (Realfilm), im Gegensatz zum Animationsfilm („Trickfilm“).
- Filmlänge bzw. -dauer: Eingebürgert hat sich die Erwartung, dass ein Spielfilm deutlich über eine Stunde lang ist, was früher als „abendfüllender“ Spielfilm bezeichnet wurde. Der Gegensatz dazu ist der „Kurzfilm“, der Begriff „Langfilm“ hingegen ist kaum gebräuchlich.
- Veröffentlichungsform: Unterschied man früher zwischen Kino- und Fernsehfilm, so werden heute erstere zunehmend als „Spielfilme“ bezeichnet, selbst Trick- bzw. Animations-Filme.

Spielfilme werden üblicherweise mit den Mitteln der Spielfilmdramaturgie auf der Grundlage eines Drehbuchs gedreht. Sie machen den weitaus überwiegenden Anteil der im Kino gezeigten Filme aus, und es gibt eine Vielzahl von Filmgenres.
Im deutschen Sprachraum wird – vor allem im Zusammenhang mit einzelnen Folgen von Fernsehserien – gelegentlich von Filmen „in Spielfilmlänge“ gesprochen. Dies kann so missverstanden werden, dass die Dauer eines fiktionalen Films für seine Charakterisierung als Spielfilm eine Bedeutung habe. Gemeint ist damit allerdings lediglich, dass einzelne Spielfilme, die nicht Bestandteile einer Serie sind, in den meisten Fällen eine Dauer von 90 Minuten oder mehr haben, während einzelne Serienfolgen in der Regel kürzer dauern.

## Die ersten Spielfilme
Filme mit einer fiktionalen Handlung entstanden bereits einige Jahre nach der Erfindung der Filmkamera. Georges Méliès drehte in Frankreich in der Zeit der Jahrhundertwende zum 20. Jahrhundert bereits Genrefilme wie Die Reise zum Mond. Diese Filme hatten jedoch meist eine Länge von nur 15–20 Minuten. Der erste fiktionale Langfilm der Welt war der australische Film The Story of the Kelly Gang.
In den Vereinigten Staaten spielte der Produzent Carl Laemmle für die Entwicklung der Spielfilmindustrie eine wichtige Rolle. Er gründete die Universal Studios in Los Angeles und war maßgeblich an der Produktion und Entwicklung der ersten amerikanischen Spielfilme beteiligt. Er erkannte als einer der ersten, dass man die Massen dafür begeistern konnte.

## Internationale Situation
Die von den US-amerikanischen Filmgesellschaften produzierten Spielfilme dominieren den internationalen Markt. In großer Zahl werden auch in Indien Spielfilme hergestellt, allerdings überwiegend für den nationalen Markt (siehe auch Hindi-Film).

## Situation in Deutschland

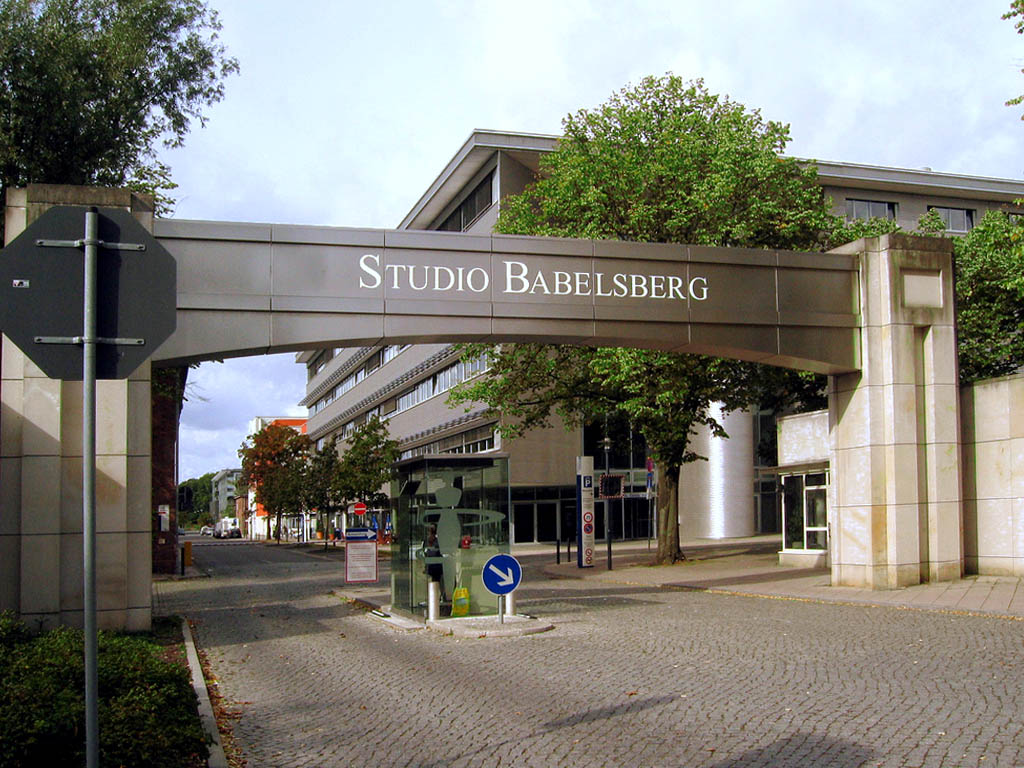
Das Studio Babelsberg in Potsdam wurde 1912 gegründet und war damit das erste große Filmstudio der Welt – und ein Vorläufer von Hollywood. Es produziert noch immer regelmäßig Blockbuster-Filme.

Zu den Ländern mit einer langen Spielfilmgeschichte gehört auch Deutschland. Eine Blütezeit erlebte der deutsche Spielfilm in der Zeit zwischen den beiden Weltkriegen. Hierbei sind insbesondere Filme von Fritz Lang und Friedrich Wilhelm Murnau zu nennen, die als Vertreter des expressionistischen Films auch auf internationaler Ebene Filmgeschichte geschrieben haben. Während der Zeit des Nationalsozialismus, in der zahlreiche bedeutende Filmregisseure ins Ausland emigrieren mussten, konnte von einer Weltgeltung der deutschen Spielfilmproduktion nicht mehr die Rede sein. An die ruhmreiche Tradition konnte erst viele Jahre später wieder der deutsche Autorenfilm mit Regisseuren wie Volker Schlöndorff, Rainer Werner Fassbinder und Wim Wenders anknüpfen, wenn auch hauptsächlich nur hinsichtlich des Erfolgs bei Filmkritikern und bei der Vergabe von Filmpreisen. Der wirtschaftliche Erfolg war auf internationaler Ebene – auch in den Folgejahren – auf wenige Spielfilmproduktionen wie Das Boot und Lola rennt beschränkt. Im Gegensatz etwa zur Situation in den USA spielen die Fernsehanstalten bei der Produktion von Spielfilmen traditionell eine große Rolle. Dies gilt zum einen für Produktionen, die als Fernsehfilme ausschließlich für die TV-Ausstrahlung hergestellt werden, aber auch für Kinoproduktionen, an denen Fernsehanstalten beteiligt sind.